# Anastassija Alexandrowna Kodirowa
Anastassija Alexandrowna Kodirowa (russisch Анастасия Александровна Кодирова, englische Transkription: Anastasiya Aleksandrovna Kodirova; * 22. Juli 1979 in Tscheljabinsk, Russische SFSR, Sowjetunion als Anastassija Alexandrowna Belikowa, russisch Анастасия Александровна Беликова) ist eine russische Volleyballspielerin. Sie wurde 1997 und 1999 Europameisterin und gewann eine Silbermedaille bei den Olympischen Spielen 2000.

## Karriere
Kodirowa begann ihre Karriere in Tscheljabinsk bei der Trainerin L. W. Suchowa. 1995 wurde sie Europameisterin und Vizeweltmeisterin bei den Juniorinnen.
Bei den Olympischen Spielen 2000 gewann Kodirowa mit der russischen Nationalmannschaft eine Silbermedaille.
Bei den Weltmeisterschaften 1998 in Japan und 2002 in Deutschland belegte Kodirowa jeweils den dritten Platz.
Bei den Europameisterschaften 1997 in Tschechien und 1999 in Italien gewann Russland zusammen mit Kodirowa jeweils den Titel.

## Privates
Seit 2007 ist Kodirowa verheiratet.

## Auszeichnungen
- 2000:  Verdienter Meister des Sports Russlands[4]
- 2001:  Verdienstorden für das Vaterland II. Klasse[4]